# Kostel svatého Ondřeje (Světí)
Kostel svatého Ondřeje je barokní filiální kostel v obci Světí v okrese Hradec Králové.

## Historie

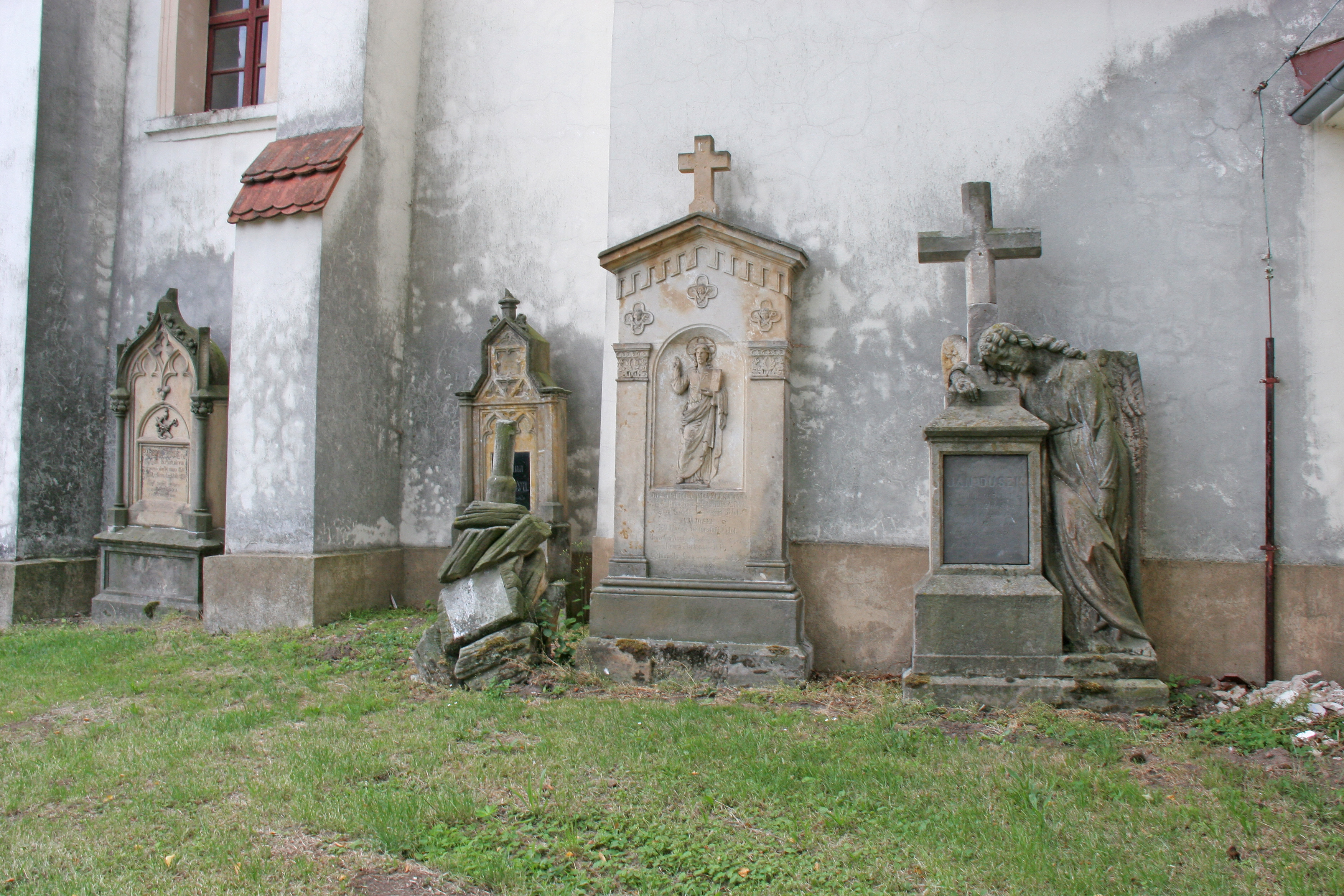
Náhrobní kameny u stěny kostela

Původně gotický kostel je prvně zmiňován v roce 1365. Po husitských válkách se císařským přípisem dostal do držení Matěje Salavy z Lípy. V polovině 16. století přešel světský dvůr do majetku rodu Hamzů ze Zábědovic. Pozdně gotický kostel byl nejprve na konci 16. století renesančně upraven a do současné barokní podoby byl přestavěn na konci 18. století. Tuto podobu si uchoval dodnes. Roku 1863 shořela střecha kostela. Během prusko-rakouské války v létě roku 1866 se ve Světí utábořili Prusové a světský kostel se stal lazaretem. Bylo zde uloženo přes šedesát raněných.
Počátkem 20. století kostel chátral, v roce 1926 se zřítila kazatelna. O deset let později byl kostel zrekonstruován. V roce 1958 byl prohlášen za kulturní památku.

## Popis
Kostel je jednolodní obdélná stavba s trojboce uzavřeným presbytářem a hranolovou věží (se sakristií v přízemí) po jižní straně presbytáře. Hlavní oltář je dílem královéhradeckého malíře Ondřeje Maywalda. U stěn kostela se nacházejí náhrobníky.

## Zvony
V kostele se nacházely tři zvony, v současnosti jsou zavěšeny jen dva. Nejstarší zvon vyhotovil již v roce 1539 Václav Konvář z Hradce Králové. Nachází se na něm nápis:
| „ | LETA PANIE MDXXXIX TENTO ZVON GEST SLIT KE CTI CHWALE PANV BOHV SKRZ WACLAVA KONVARZE | “ |

Zvon má v průměru 92 cm a během první světové války byl poslán na rekvizici pro válečné účely. Druhý zvon odlil roku 1603 zvoník Simeon z Hradce Králové a byl v roce 1863 poškozen požárem. Roku 1898 byl přelit. Zvon byl roztaven pro válečné účely během první světové války. Třetí zvon, umíráček, byl odlit podle nápisu v roce 1768. Ten podlehl druhoválečným rekvizicím v roce 1942.